# Jörg Schlaich

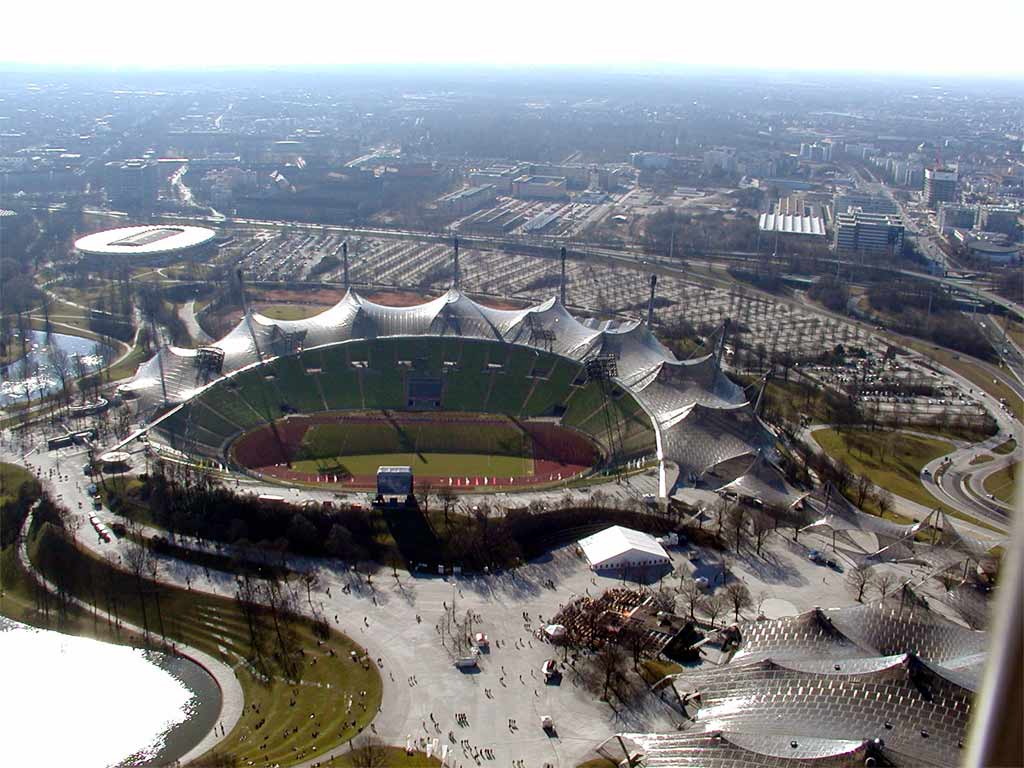
Olympiastadion München

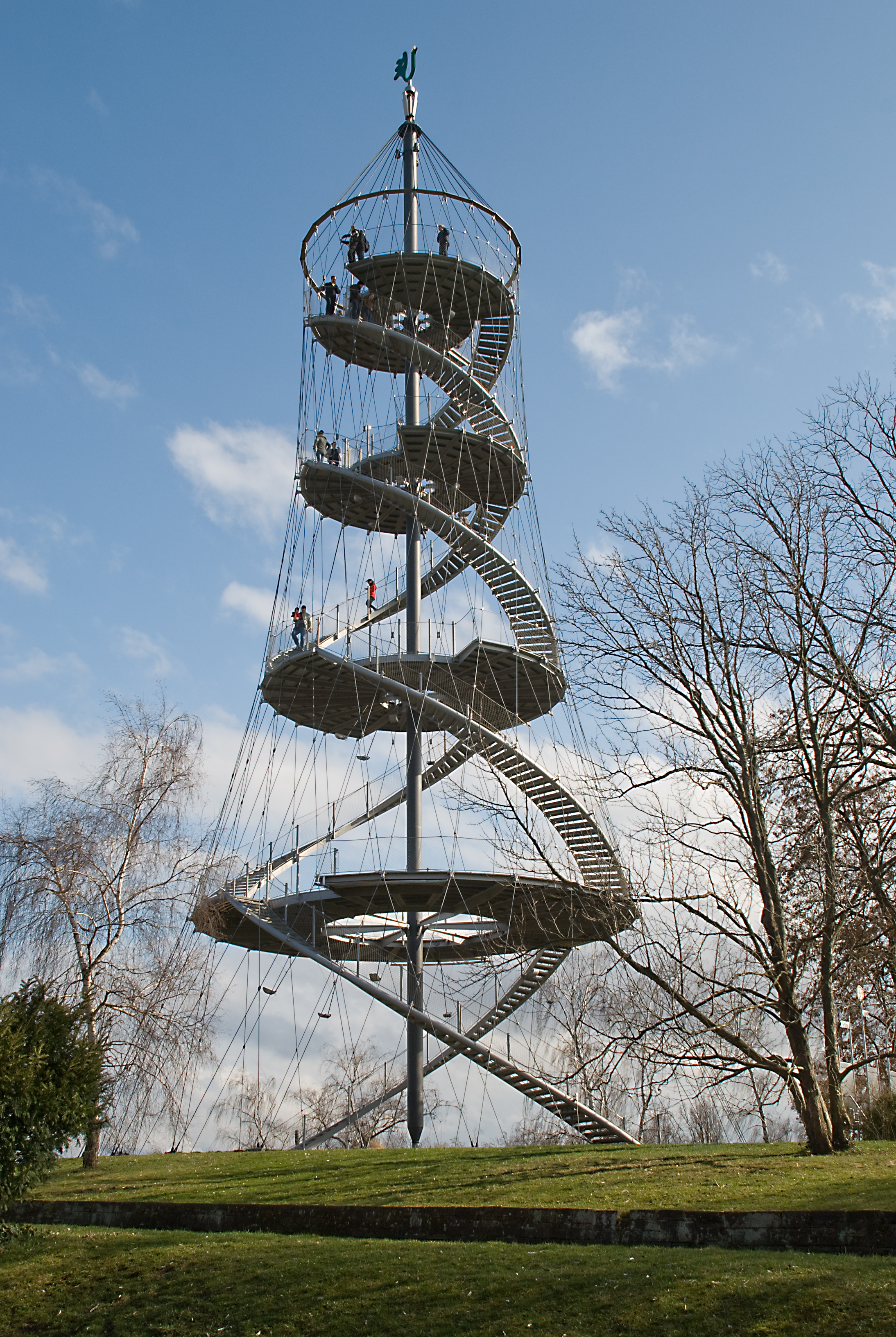
Killesbergturm Stuttgart

Jörg Schlaich (* 17. Oktober 1934 in Stetten im Remstal; † 4. September 2021 in Berlin) war ein deutscher Bauingenieur.

## Leben
Jörg Schlaich wurde 1934 als Sohn des evangelischen Pfarrers Ludwig Schlaich, des Leiters der Diakonie Stetten, geboren. Er besuchte die Schule und das Gymnasium in Stetten, Heilbronn und Waiblingen, machte außerdem eine Ausbildung als Schreiner (Abitur und Gesellenprüfung 1953) und studierte danach Architektur und Bauingenieurwesen in Stuttgart und an der TU Berlin. 1959/60 war er Graduate Assistant und Lecturer für Stahlbetonkonstruktionen am Case Institute of Technology in Cleveland, Ohio, an der er 1961 seinen Master-Abschluss erwarb. 1961 bis 1963 war er Entwurfsingenieur bei der Firma Ludwig Bauer in Stuttgart und arbeitete gleichzeitig an seiner Dissertation, die 1963 in Stuttgart erfolgte (Die Gewölbewirkung in durchlaufenden Stahlbetonplatten). Ab 1963 war er Entwurfsingenieur im Ingenieurbüro Leonhardt und Andrä in Stuttgart, in dem er 1970 Partner wurde. Das blieb er bis 1979, als er sein eigenes Ingenieurbüro gründete. Von 1974 bis 2001 war er als Nachfolger von Fritz Leonhardt Professor für Massivbau am Institut für Konstruktion und Entwurf der Universität Stuttgart.
Jörg Schlaich war ein weltweit anerkannter Fachmann für unkonventionelle Ingenieurbauwerke. Bekannt wurde er unter anderem durch filigrane Fußgängerbrücken, hohe Stahltürme und aufwändige Seilnetzkonstruktionen, mit denen er architektonisches Neuland betrat.
Maßgeblich beeinflusst sah er sich von Fritz Leonhardt, dem Planer des Stuttgarter Fernsehturms, des ersten Fernsehturms überhaupt, dem weltweit zahlreiche weitere folgten.
1980 gründete Schlaich mit Rudolf Bergermann das Ingenieurbüro Schlaich Bergermann und Partner mit Sitz in Stuttgart, Berlin und New York.
Sein Sohn Mike Schlaich ist Professor für Massivbau an der TU Berlin. Seine Schwester Brigitte Peterhans (1928–2021) war eine deutsch-amerikanische Architektin und Partnerin bei Skidmore, Owings and Merrill; sie war mit dem Fotografen Walter Peterhans verheiratet.
Jörg Schlaich starb im September 2021 im Alter von 86 Jahren.

## Werke
In Zusammenarbeit mit Günter Behnisch und Frei Otto gestaltete Schlaich das Olympiadach des Münchner Olympiaparks, 1973 baute er zusammen mit Walter Neuhäusser die Alsterschwimmhalle in Hamburg sowie 1979 die Vidyasagar Setu (oder Second Hooghly Bridge) im indischen Kalkutta (wurde 1992 nach einer Bauzeit von 13 Jahren für den Verkehr freigegeben). Er war Mitglied der Gruppe „Think“, die mit ihrem Entwurf für den Freedom Tower (heute One World Trade Center) den Zuschlag für die Errichtung des neuen World Trade Centers knapp verpasste.
1983 bis 1984 entstand nach Plänen des Architekten Gottfried Böhm mit Schlaich das Züblin-Haus in Stuttgart-Möhringen, der preisgekrönte Konzernsitz der Ed. Züblin AG. Auch das Membrandach des Gottlieb-Daimler-Stadions ist ein Entwurf Schlaichs von 1992. In den Jahren von 2010 bis 2014 plante er in Manaus in Brasilien das Fußballstadion Arena da Amazônia.
Schlaich entwarf zahlreiche Brücken:
- Stuttgart

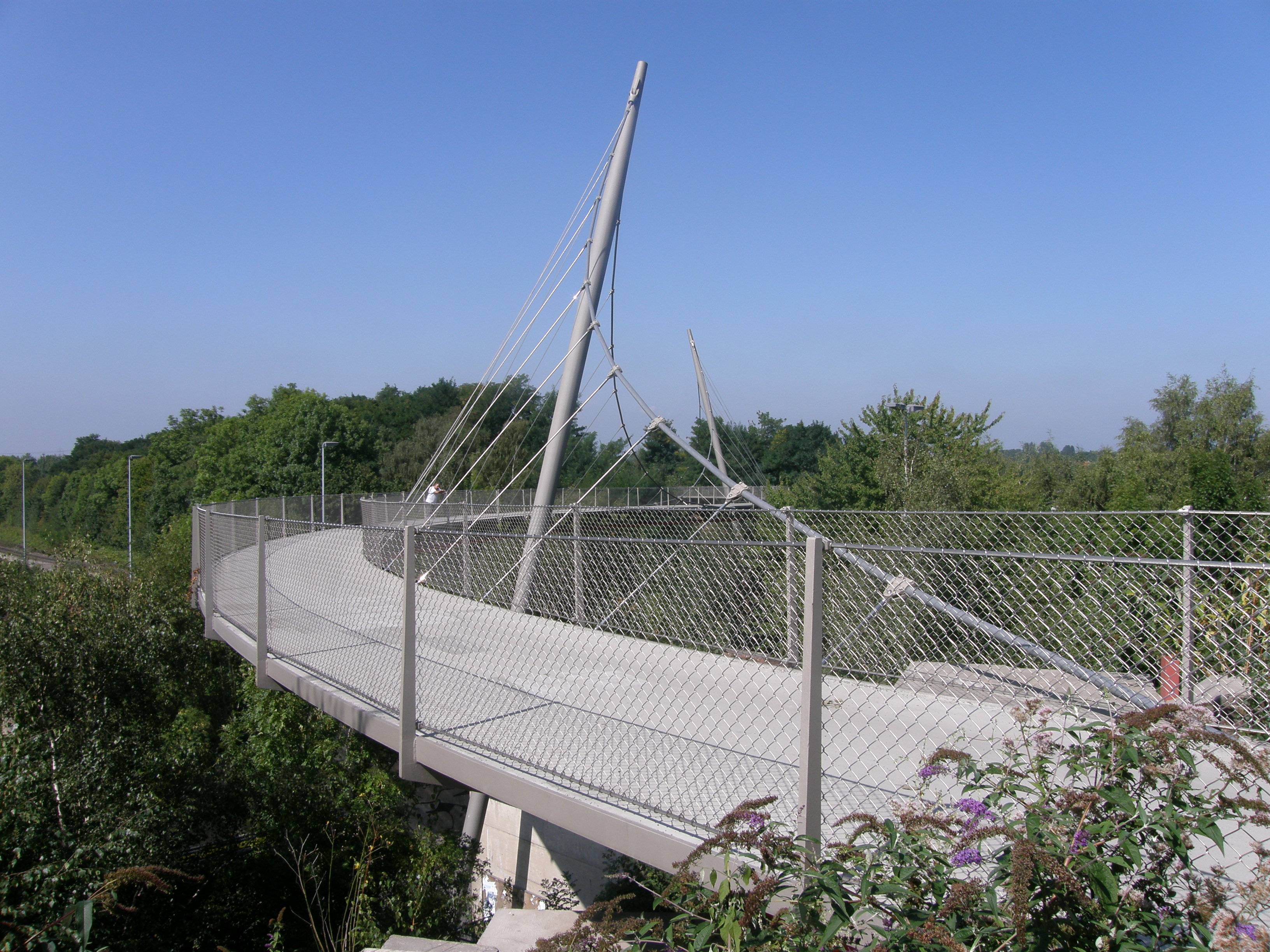
Erzbahnschwinge (Foto: 2008)

  - Fußgängerbrücken: zur Internationalen Gartenbauausstellung 1993 die Brücken am Nordbahnhof und am Löwentor, 1988 Hängebrücke am Max-Eyth-See über den Neckar („Golden Gatele“)
  - Straßenbrücken: 2003 – Auerbachstraße über die Heilbronner Straße und 1999 die Ostumfahrung Stuttgart-Vaihingen.
- Kiel – die Hörnbrücke, die sich zusammenklappen lässt
- Duisburg – die Buckelbrücke im Innenhafen.
- Bochum – Erzbahnschwinge.
- Gelsenkirchen – Grimberger Sichel über den Rhein-Herne-Kanal.
- Minden – Glacisbrücke Minden, eine Hängebrücke für Fußgänger über die Weser.
- Hongkong: Ting-Kau-Brücke.
- Kalkutta: Vidyasagar Setu (Hooghly Bridge)

Einer seiner meistbeachteten Projekte ist das Aufwindkraftwerk, von dem 1982 eine Versuchsanlage in Spanien in Betrieb ging.
1999 wurde mit dem Schlaichturm ein 24 Meter hoher Aussichtsturm mit einer filigranen Seilnetzkonstruktion in Weil am Rhein zur Landesgartenschau eröffnet. Im Jahr 2001 folgte in Stuttgart der ähnlich konstruierte 43 m hohe Killesbergturm im Höhenpark Killesberg.
Zusammen mit Rudolf Bergermann hat Schlaich sein Werkearchiv der Berliner Akademie der Künste übergeben.

## Ausstellungen, Ehrungen und Auszeichnungen
- 1990 Goldmedaille der Institution of Structural Engineers
- 1990 Freyssinet-Medaille
- 1991 Award of Merit in Structural Engineering der Internationalen Vereinigung für Hochbau und Brückenbau IVBH
- ab 1992 Mitglied der Freien Akademie der Künste Hamburg
- ab 1999 Mitglied der Akademie der Künste Berlin
- 1995 Emil-Mörsch-Denkmünze
- 2001 Ehrenprofessur der Tongji-Universität Shanghai, Volksrepublik China
- 2002 Fritz-Leonhardt-Preis der Ingenieurkammer Baden-Württemberg und des Verbandes Beratender Ingenieure
- 2002 Werner-von-Siemens-Ring für sein Lebenswerk[7]
- 2003 Ehrendoktor der Eidgenössischen Technischen Hochschule Lausanne (EPFL)
- 2006 Ehrenprofessur an der Huazhong University of Science and Technology (HUST) in Wuhan, Volksrepublik China
- 2008 Premio de Ingeniería Civil der Fundación José Entrecanales Ibarra[8]
- 2010 European Steel Bridges Award der European Convention for Constructional Steelwork in der Kategorie Fußgängerbrücken für die Grimberger Sichel[9]
- 2010 High Energy – Ingenieur-Bau-Kultur: Jörg Schlaich und Rudolf Bergermann, Ausstellung vom 7. Mai bis 4. Juli 2010, Berlin[10]
- 2014 Deutscher Brückenbaupreis für die Gänsebachtalbrücke bei Buttstädt in Thüringen[11]

## Schriften
- Das Aufwindkraftwerk. Strom aus der Sonne. Einfach – erschwinglich – unerschöpflich. Deutsche Verlags-Anstalt, Stuttgart 1994, ISBN 3-421-03074-X.
- The solar updraft tower. An affordable and inexhaustible global source of electricity. = Aufwindkraftwerke zur solaren Stromerzeugung. Bauwerk-Verlag, Berlin 2004, ISBN 3-934369-51-0.
- mit Matthias Schüller: Ingenieurbauführer Baden-Württemberg. Herausgegeben von der Ingenieurkammer Baden-Württemberg. Bauwerk-Verlag, Berlin 1999, ISBN 3-934369-01-4.
- mit Rudolf Bergermann: leicht weit – Light Structures. Prestel 2003 (Ausstellung Deutsches Architekturmuseum Frankfurt)
- mit Hartmut Scheef: Betonhohlkastenbrücken, IVBH, Zürich 1982, ISBN 3-85748-032-7.
- mit Erwin Heinle: Kuppeln aller Zeiten – aller Kulturen. DVA, Stuttgart 1996, ISBN 3-421-03062-6.